# Íñigo López de Mendoza
Iñigo López de Mendoza y de la Vega (Carrión de los Condes, 19 agosto 1398 – Guadalajara, 25 marzo 1458) è stato un poeta e militare spagnolo, marchese di Santillana e conte del Real di Manzanarre.

## Biografia
Iñigo López de Hurtado de Mendoza era figlio di Diego Hurtado de Mendoza, grande ammiraglio di Castiglia, che morì nel 1405 (quando il poeta aveva solo 7 anni), e Doña Leonor de la Vega, donna dal forte carattere che lo crebbe e lo istruì in seguito alla morte del padre. A 18 anni divenne una personalità di spicco alla corte di Giovanni II di Castiglia, distinguendosi nel servizio sia civile sia militare. In seguito fu nominato marchese di Santillana e conte del Real di Manzanarre, e con questi titoli prese parte alla battaglia di Olmedo (19 maggio 1445). Nella lotta dei nobili castigliani contro l'influenza di Álvaro de Luna, Mendoza si piazzò inizialmente in una posizione moderata, ma nel 1452 si unì alla coalizione che rovesciò Luna l'anno successivo. Dopo la morte di Giovanni II nel 1454, partecipò di meno agli affari pubblici, concentrandosi e perseguendo maggiormente la letteratura e la meditazione negli ultimi anni di vita, fino alla morte sopraggiunta nel suo palazzo a Guadalajara il 25 marzo del 1458. La sua salma riposa, insieme a quella della consorte, nella Chiesa di San Ginés a Guadalajara.

## Matrimonio e discendenza
Nel 1412 don Íñigo sposò una ricca ereditiera, Catarina Suárez de Figueroa, dalla quale ebbe:
- Diego Hurtado de Mendoza, 1º duca dell'Infantado;
- Pedro Lasso de Mendoza, signore della valle del Lozoya;
- Íñigo López de Mendoza, 1º conte di Tendilla, che fu padre del cardinale primate di Spagna Diego Hurtado de Mendoza y Quiñones;
- Mencía de Mendoza, che sposò Pedro Fernández de Velasco, 2º conte di Haro;
- Lorenzo Suárez di Mendoza e Figueroa, conte de la Coruña ;
- Pedro González de Mendoza, cardinale e confidente della regina Isabella di Castiglia;
- Juan Hurtado de Mendoza, signore di Colmenar, El Cardoso ed El Vado;
- María de Mendoza, che sposò Pero Afán de Ribera, conte di los Molares;
- Leonor de la Vega y Mendoza, che sposò Gastone I de la Cerda, 4º conte di Medinaceli;
- Pedro Hurtado de Mendoza, signore di Tamajón.

## Opere letterarie
Ammiratore della Tre corone del Trecento - Dante, Petrarca e Boccaccio - Santillana fu il primo autore ad introdurre in Castiglia il sonetto in maniera consapevolmente innovatrice. Le sue opere principali furono:
- Proverbios de gloriosa doctrina y fructuosa enseñanza, collezione di versi di scopo didattico indirizzati a Don Enrique, l'apparente erede;
- otto serranillas (componimenti simili, per il contenuto, alle pastorelle francesi e provenzali);
- Diálogo de Bías contra Fortuna, componimento di 180 stanze;
- Doctrinal de Privados, in cui denunciò aspramente Álvaro de Luna;
- Comedieta de Ponça, dialogo nel sonno in stile allegorico-dantesco, che narra la disastrosa battaglia navale di Ponza del 1435, quando i re di Aragona e Navarra e l'Infante Enrique furono catturati dalla flotta genovese.

Accanto alla sua produzione letteraria, fondamentale è il ruolo di Santillana come promotore della cultura umanistica italiana nella penisola iberica. Testimonianza della sua erudizione e della sua iniziativa culturale è la ricca biblioteca che allestì e che, oggi, è stata parzialmente ricostruita (la maggior parte dei volumi si conserva nella Biblioteca Nacional de España, a Madrid).